# المساعدات والقروض الخارجية للدول النامية
المساعدات والقروض الخارجية للدول النامية تُعد من الوسائل الأساسية التي تستخدمها الدول النامية لدعم التنمية الاقتصادية والاجتماعية، خصوصًا في ظل محدودية الموارد وضعف البنية التحتية. وتأتي هذه المساعدات من مصادر متنوعة، مثل الحكومات الأجنبية، والمؤسسات الدولية كـ البنك الدولي وصندوق النقد الدولي، والمنظمات غير الحكومية. وقد تكون في شكل منح مالية، أو قروض بشروط ميسرة، أو تمويل مشترك لمشاريع تنموية.

## أنواع المساعدات الخارجية

### المساعدات الثنائية
هي مساعدات تُمنح مباشرة من دولة إلى أخرى، وتُستخدم كأداة ضمن السياسات الخارجية للدولة المانحة، مثل المساعدات التي تقدمها الولايات المتحدة عبر "الوكالة الأمريكية للتنمية الدولية" (USAID)، أو تلك التي تقدمها دول أوروبية مثل فرنسا وألمانيا والمملكة المتحدة.

### المساعدات متعددة الأطراف
تُمنح من خلال منظمات دولية تشمل مساهمات عدة دول، مثل البنك الدولي، برنامج الأمم المتحدة الإنمائي (UNDP)، ومنظمة الصحة العالمية. وتتمتع هذه المساعدات بطابع أكثر حيادية وتُستخدم غالبًا لتمويل مشاريع طويلة الأمد.

### المساعدات الإنسانية والطارئة
تُقدَّم في حالات الكوارث الطبيعية أو النزاعات أو الأزمات الصحية، مثل الزلازل أو الجوائح، وتهدف لتقديم إغاثة فورية تشمل الغذاء والماء والرعاية الصحية.

## القروض الخارجية

### القروض الميسّرة
تُمنح بفوائد منخفضة وفترات سداد طويلة، وغالبًا ما تُقدَّم من قبل مؤسسات مثل البنك الدولي أو الصندوق العربي للإنماء الاقتصادي والاجتماعي.

### القروض التجارية
تُمنح بشروط السوق وتُستخدم عادة لتمويل مشاريع إنتاجية، لكنها تفرض أعباء مالية كبيرة على الدول المقترضة.

## أهداف المساعدات والقروض
تهدف المساعدات والقروض إلى دعم التنمية الاقتصادية والاجتماعية في الدول النامية، وتطوير البنية التحتية والخدمات العامة، وتحسين التعليم والرعاية الصحية، وتعزيز الاستقرار السياسي وبناء المؤسسات، وتقليل معدلات الفقر والبطالة.

## الانتقادات والتحديات

### الاعتماد المفرط
تعاني بعض الدول النامية من الاعتماد المفرط على المساعدات، ما يضعف قدراتها على بناء اقتصاد ذاتي ومستدام.

### الشروط المصاحبة
ترتبط بعض المساعدات بشروط سياسية أو اقتصادية قد لا تتوافق مع سيادة الدولة أو أولوياتها الوطنية.

### الفساد وسوء الإدارة
يؤدي ضعف الرقابة وغياب الشفافية إلى تحويل جزء من المساعدات عن مسارها، مما يحد من فعاليتها.

### عبء الديون الخارجية
الاعتماد على القروض التجارية يؤدي إلى تراكم الديون، مما يهدد الاستقرار الاقتصادي في بعض الدول.

## أمثلة واقعية
في عام 2016، حصلت مصر على قرض من البنك الدولي بقيمة 3 مليارات دولار لدعم برنامج الإصلاح الاقتصادي. تلقّت أوغندا مساعدات من المملكة المتحدة لدعم قطاع التعليم. قدمت السعودية مساعدات مالية للأردن لدعم الميزانية وتعزيز الاستقرار الاقتصادي.

## المبادرات الدولية الحديثة
- أهداف التنمية المستدامة 2030 (SDGs): مبادرة أطلقتها الأمم المتحدة لربط المساعدات بأهداف واضحة مثل القضاء على الفقر وتعزيز التعليم.[3]، مبادرة الديون مقابل التنمية: تسمح للدول النامية بتحويل جزء من ديونها إلى تمويل مشاريع اجتماعية أو بيئية.[2]